# Tierras de Trás-os-Montes (comunidad intermunicipal)

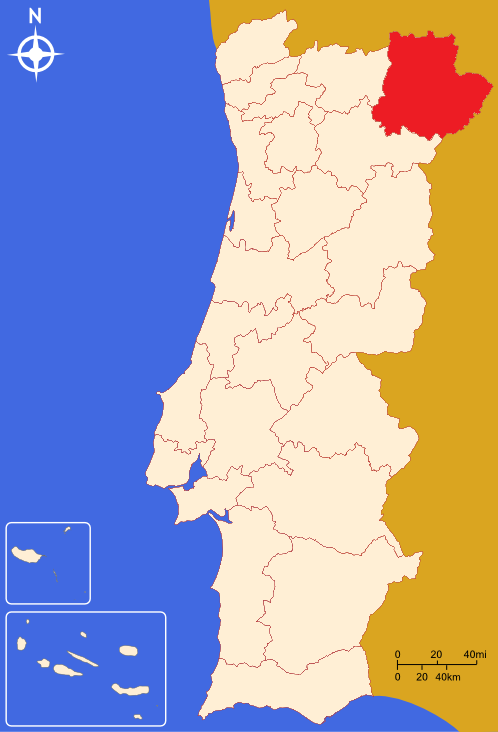
Mapa de Tierras de Trás-os-Montes, en Portugal.

Las Tierras de Trás-os-Montes son una subregión estadística de nivel III (NUTS III) de la Región del Norte, cubierta por la Comisión de Coordinación y Desarrollo Regional del Norte. Enfrente, al oeste con el Alto Támega, al norte y este con España (Galicia y Castilla y León respectivamente) y al sur con el Duero). Las Tierras de Trás-os-Montes se compone de grandes partes del distrito de Braganza. La población en 2011 fue 117.527, en su área de 5.543,61 km². Su densidad de población es de 21,2 hab./km².

## Municipios
Los municipios que integran las Tierras de Trás-os-Montes son:
- Alfândega da Fé
- Braganza
- Macedo de Cavaleiros
- Miranda de Duero
- Mirandela
- Mogadouro
- Vila Flor
- Vimioso
- Vinhais